# 立法院第10屆第2會期第5次會議
中華民國立法院第10屆第2會期第5次會議，是該屆立法院排定邀請閣揆蘇貞昌施政報告與備詢的院會，2020年11月27日及12月1日召開。27日中國國民黨團擲豬內臟杯葛蘇貞昌報告，故被媒體稱為丟內臟大戰，是7月17日監察院人事同意權案之後，第十屆立院另一場國民兩黨間的「朝野大戰」。

## 會議背景

### 臺灣進口美國肉類問題
蔡英文政府於2020年8月28日宣布，將從2021年元旦起允許含有國際食品法典委員會容許量萊克多巴胺的美國豬肉以及30個月齡以上的美國牛肉進口。自9月新一輪的立法院會期開始，國民黨持續反對此行政命令，並透過阻止蘇貞昌內閣進行施政報告來癱瘓議事。11月22日，有數千人在臺北遊行，抗議進口命令。

### 杯葛施政報告及拖延審議
第二會期自9月18日開議後，9月22日、10月13日、16日、20日、30日、11月3日、6日、10日、13日、17日、20日、24日院會多次遭國民黨杯葛，已刷新江宜樺內閣最晚施政報告日期，締造最晚報告記錄。扣除總預算案需用8次院會，第二會期至十二月底閉會，僅餘2次院會可用，仍未有任何法案進行到院會三讀。臺灣民眾黨及公督盟呼籲終止僵局，以利審議民生法案。約有七百項議案排入院會待審，包含了貨物稅、空屋認定等事項。另有修憲提案包含廢除考試院和監察院、投票權下修至18歲也被批評遭刻意拖延。

## 會議經過
11月24日起，民進黨團在立法院議場大門前輪班排隊。至26日深夜，民進黨團委員的躺椅在議場門外一字排開。27日議場開門時，民進黨委員許智傑、洪申翰等人控制門口:3:40，讓民進黨團最先一批進入者有充裕的時間抵達議場較遠處的主席臺、發言臺、官員席。最終由執政黨立院黨團搶佔了主席臺、發言臺、備詢臺、質詢臺、官員席，確保會議能夠進行。會議開始前，民進黨團及議事工作人員將電腦套上塑膠袋，以免受到波及。國民黨團於上午九時要求進行國是論壇。九點半，國民黨黨鞭林為洲走近閣揆座位，與民進黨黨鞭柯建銘、鄭運鵬在官員席旁對話。:44:06

### 國是論壇取消，表決通過變更為民進黨團版議程
| 主席宣告：不予處理國民黨黨團權宜問題提議 |           |      |
| 有異議，進行記名表決 |           |      |
| 贊成 | 反對      | 棄權 |
| --- | --------- | ---- |
| 黃世杰、蘇巧慧、莊瑞雄、柯建銘、鄭運鵬、陳柏惟、陳歐珀、黃國書、 李昆澤、何志偉、何欣純、林宜瑾、管碧玲、趙天麟、鍾佳濱、劉櫂豪、 張宏陸、洪申翰、余天、劉建國等共59人                                                                | 林德福1人 | 0人  |
| 通過：維持主席之宣告:1:40:15 |           |      |
| 民進黨黨團提議：議事日程草案報告事項 |           |      |
| 有異議，進行記名表決 |           |      |
| 贊成 | 反對      | 棄權 |
| 王婉諭、陳椒華、邱顯智、黃世杰、蘇巧慧、莊瑞雄、柯建銘、 鄭運鵬、陳柏惟、陳歐珀、李昆澤、郭國文、何志偉、何欣純、 林宜瑾、管碧玲、趙天麟、鍾佳濱、劉櫂豪、張宏陸、洪申翰、 余天、劉建國、湯蕙禎、蔡適應、林岱樺、楊曜、林楚茵等共64人 | 0人       | 0人  |
| 照案通過：本次會議議程，照民進黨團所提:1:43:20 |           |      |

十時立法院長游錫堃步入主席臺，清點人數:1:30:20後會議開始，並宣告無法舉行國是論壇。:1:31:00院會接連表決不處理國民黨權宜問題:1:31:20並變更議程，通過民進黨團所提議事日程。第一次表決，不予處理國民黨黨團權宜問題，59票贊成，1票反對，通過。:1:40:15第二次表決，民進黨團所提議程草案，64票贊成，0票反對，通過。草案僅列報告事項及備質詢，因此其他黨團提議就不再被處理

### 行政院施政報告
表決決定議程後，宣讀且確認第4次院會議事錄。院會主席邀請蘇貞昌進行施政報告並備質詢，蘇貞昌從官員席走往發言臺。國民黨團一擁而上，民進黨團圍成人牆保護蘇貞昌。
鄭麗文返回座位，起出一桶預藏的豬內臟，潑灑在發言臺上。王美惠上前將蘇貞昌擋在身後。國民黨團其他成員接著將剩餘的內臟倒在議場中央。蘇貞昌在執政黨委員的幫助下，誦讀施政報告。國民黨團在議場中，持擴音器、鳴笛、吹哨、鼓譟，高呼口號，以噪音杯葛蘇貞昌施政報告。當日，蘇貞昌個人臉書及youtube頻道釋出另一版本的「向人民做施政報告」影片。

### 立委質詢行政院院長及行政院各部會首長
11月27日共有8委員排定質詢，依序為林為洲、高嘉瑜、邱顯智、邱臣遠、鄭麗文、陳素月、黃秀芳、吳思瑤。8人中僅有時代力量邱顯智及民眾黨邱臣遠進行口頭質詢。民進黨立委送出書面質詢。林為洲與鄭麗文未質詢，主張議程有瑕疵，是不是自己的質詢時間不確定，並且杯葛邱顯智與邱臣遠質詢。
12月1日，排定17名立委質詢，依序為蘇巧慧(書面)、張其祿、林奕華、沈發惠(書面)、莊瑞雄、蔣萬安、何志偉(書面)、張廖萬堅(書面)、洪孟楷、何欣純、陳明文、陳歐珀、楊瓊瓔、林楚茵、許智傑、陳瑩、鄭天財。國民黨團一改先前態度，不再杯葛質詢。未完成總質詢的委員，於第6、7、8次院會繼續質詢。

## 後續

### 會後評論
臺灣蘋果日報在11月27日刊出評論，認為該會議締造了三項紀錄，政黨輪替後閣揆遭杯葛最多次、一個會期閣揆赴國會報告最多次、閣揆於9月開始的會期內施政報告最晚。

### 流行文化
網路喜劇節目《眼球中央電視台》以該會議為主題，製播「央視一分鐘：豬心豬腸立院滿天飛」。

### 立法院籲請委員確實遵守立法委員行為法
12月3日，立法院秘書處發函給全體委員及各黨團，籲請委員確實遵守《立法委員行為法》及《立法院議場安全維護管理要點》，立法院在開會時，切勿攜帶水球、麵粉、蛋類、汽笛、喇叭及動物內臟等進入立法院議場。

### 民生法案得以一讀付委
第10屆立院第2會期在9月召開後，經過長達數個月的議事癱瘓，在各黨派及公民團體的抗議與抱怨之下，國民黨團在此次院會後，終於終止杯葛院會，同意放行數百項民生法案及9項修憲提案於第6次院會一讀付委。

## 另見
- 臺灣進口美國肉類問題#蔡英文執政時期
- 立法院第10屆第1會期第1次臨時會，2020年7月17日監察院人事同意權案
- 立法院議會暴力

## 外部連結
- 立法院第10屆第2會期第5次會議議事錄[]
- 行政院蘇院長向立法院第10屆第2會期所提口頭施政報告＿簡版 （页面存档备份，存于）
- 向人民做施政報告 | 行政院長蘇貞昌 （页面存档备份，存于）
- 議案整合暨綜合查詢系統 第10屆第2會期第5次會議[]
- 11月27日轉播：立法院IVOD （页面存档备份，存于）、臺視 （页面存档备份，存于）、華視、民視 （页面存档备份，存于）、TVBS （页面存档备份，存于）、三立 （页面存档备份，存于）、蘋果、UDN TV （页面存档备份，存于）、中天 （页面存档备份，存于）
- 12月1日轉播：立法院IVOD （页面存档备份，存于）、臺視 （页面存档备份，存于）、華視、UDN TV （页面存档备份，存于）